# Achille Torelli

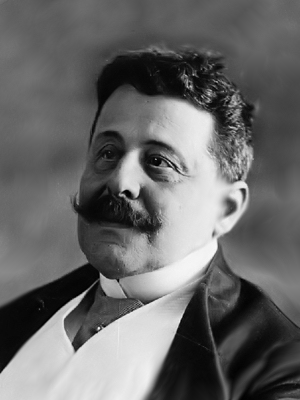
Achille Torelli.

Achille Torelli, född den 5 maj 1841 i Neapel, död där den 31 januari 1922, var en italiensk komediförfattare.
Torelli, som var chef för San-Giacomobiblioteket i Neapel, började redan 17-åring skriva pjäser, av vilka Troppa grazia (1862), La missione della donna (1864) och La verità (1865) slog an, och vann 1867 en utomordentlig triumf med lustspelet I mariti e le mogli och hälsades då som den italienska skådebanans reformator. Dessa förhoppningar uppfylldes emellertid bara delvis, och Torelli skördade därefter ömsevis bifall och ömsevis nedgörande kritik. Av hans fortsatta produktion bör nämnas Trista realtà (1871), Il colore del tempo (1875), trilogin Donne antiche e donne moderne (1886–1892), Filia suavissima (1898) och Soli! (1906). Ett urval av sina dramer utgav Torelli 1902. En diktsamling, Schegge (1878), och två estetiska arbeten, La scienza dell'arte (1895) och L'arte et la morale (1905) tillhör också hans författarskap.